# مير أباد عبدي (جهاد أباد كرمان)
میر أباد عبدي (بالفارسية: میرآباد عبدی) هي منطقة سكنية تقع في إيران في البلدة المركزية. يقدر عدد سكانها بـ 26 نسمة .